# Leopoldo Bianchini
Leopoldo Bianchini detto Piccolo Campanino (Siena, 9 ottobre 1830 – Siena, agosto 1884) è stato un fantino italiano, vincitore del Palio di Siena nel 1856.

## Carriera
Figlio di Campanino (Francesco Bianchini) e nipote di Cicciolesso (Luigi Brandani), corse in Piazza del Campo in 17 occasioni, vincendo il 2 luglio 1856 sotto i colori della Contrada della Civetta.
Avrebbe dovuto esordire il 16 agosto 1847 con la Chiocciola, ma non corse a causa dell'infortunio occorso al cavallo alla partenza, il quale riportò diverse ferite. Esordì l'anno successivo, sempre nella Chiocciola. Per l'unica vittoria dovette attendere il 2 luglio 1856, alla decima presenza al Palio di Siena. Corse poi altre 7 volte, senza però centrare alcun successo.